# Tarpon (U-Boot, 1940)
HMS Tarpon (Kennung: N17) war ein U-Boot der britischen Royal Navy. Das Kriegsschiff wurde im Zweiten Weltkrieg eingesetzt und ging im April 1940 in der Nordsee verloren.

## Einsatzgeschichte
Die Tarpon war nur etwas mehr als einen Monat im Dienst und nur wenige Tage im Kampfeinsatz. Das U-Boot verließ am 5. April 1940 die Basis in Rosyth in Richtung der norwegischen Küste, um seine erste Feindfahrt anzutreten. Vier Tage später begann mit dem Unternehmen Weserübung die deutsche Invasion in Dänemark und Norwegen.
Am 10. April wechselte die Tarpon ihre Position. Nach diesem Tag gab es keine Nachricht mehr von ihr. Die Royal Navy erklärte das U-Boot am 22. April 1940 offiziell für vermisst. Die gesamte Besatzung fand den Tod. Möglicherweise wurde sie am 14. April 1940 von dem deutschen Minensucher M 6 mit Wasserbomben versenkt. Eine weitere Erklärung ist, dass sie am 10. April 1940 westlich von Jütland bei 56° 43′ N, 6° 33′ O von der deutschen U-Boot-Falle Schiff 40 / Schürbek versenkt wurde.
Im März 2016 wurde die Tarpon von Gert Normann, einem dänischen Berufstaucher, in der Nordsee nahe Thyborøn gefunden und identifiziert.

## Kommandanten
- Lt.Cdr. Herbert James Caldwell (12. März 1940 – April 1940)[5]